# 拘禁
拘禁（こうきん）は、身柄を拘束する行為であり、本項では法手続に基づく身柄の拘束について扱う。

## 既決拘禁者

### 日本
日本でいう「既決拘禁者」とは「受刑者（懲役、禁錮、拘留）、死刑確定者及び労役場留置者」をいう。

### イギリス
イギリスには自由刑としてCustodial Sentenceと呼ばれる拘禁刑がある。刑務作業が定められているが、日本などの懲役刑が刑務作業を刑罰の内容としているのに対し、イギリスの拘禁刑は刑務作業を刑罰の内容として位置づけているわけではない。
一定の拘禁刑受刑者については在宅拘禁外出禁止制度（Home Detention Curfew (HDC) scheme）がある。